# Jean-François Michael
Jean-François Michael, pseudonimo di Yves Roze (Francia, 16 aprile 1946), è un cantante francese.
Le sue canzoni più conosciute sono Si L'Amour Existe Encore, Coupable ed Adieu Jolie Candy.

## Discografia

### Album
- Adieu jolie Candy
- Jean-François Michael
- Le Retour
- I Miei Sentimenti (in  italiano)
- Adieu jolie Candy (de 1969 à 2007) (compilation)

### Singoli
Come Yves Roze
- 1967: "Sylvie"
- 1967: "Notre amour et puis c’est tout"
- 1967: "Plus fort que le vent"

Come Jean-François Michael
- 1969: "Adieu jolie Candy"
- 1970: "Du fond du cœur"
- 1970: "Je pense à toi"
- 1970: "Adios quérida luna"
- 1970: "Più di ieri (Comme j'ai toujours envie d'aimer)"
- 1970: "La vie continue"
- 1970: "Les filles de Paris"
- 1970: "Fiori bianchi per te" (Adieu jolie Candy)
- 1971: "Je pense à toi"
- 1971: "Je veux vivre auprès de toi"
- 1971: "Un an déjà"
- 1971: "L’espion de l'empereur" (Soundtrack to the television series "Schulmeister")
- 1972: "Pour quoi faire?"
- 1972: "Ladybelle"
- 1973: "Coupable"
- 1973: "Comme elle"
- 1975: "Sans amour après l'amour"
- 1976: "Baby blue, I love you"
- 1976: "Fais un mariage d'amour"
- 1977: "Ne me regarde pas comme ça"
- 1979: "Sentiments"
- 1980: "Comme j’ai toujours envie d’aimer"
- 1981: "Elle et moi"
- 1982: "L'amour"
- 1983: "Pars pas"
- 1984: "Rappelle-toi Candy"